# 경공황귀비
경공황귀비 육씨 (慶恭皇貴妃 陆氏, 1724년 8월 12일 ~ 1774년 8월 21일)는 한족민인으로, 후에 양황기 포의 제4참령 제2기고좌령으로 기인이 되었다. 소주 평민 육사륭의 장녀이자 청나라 건륭제의 황귀비.

## 생애 초기시절
옹정 2년 (1724년) 6월 24일에 태어났다.
언제 입궁하였는지는 불분명하다. 육씨는 민인 출신으로 팔기 이외의 사람이 수녀선발을 통해 입궁할 수 없었다. 이후, 방비 진씨와 녹귀인 모두 남방염정과 세무감찰소가 내정에 들어간 점으로 미뤄, 육씨는 당시 봉양관 세무감사인 보복정이 내정에 들어온 여자로 추정된다. 보복은 건륭 7년(1742년)에서야 이 직책을 맡았는데, 이전에는 육고 사무량을 총괄하는데 그쳤다. 이로 보아 짐작하건데, 육씨는 건륭 7년에서 건륭 12년(1747년) 사이에 입궁한 것으로 보인다.
건륭 13년(1748년) 정월에 이미 육상재로 봉해졌다는 기록이 있고, 4월 12일에 나상재와 함께 귀인이 되어 육씨를 육귀인이라 불렀다. 건륭 16년(1751년) 정월 초이틀에 경빈으로 진봉되고, 그해6월 초이틀에 경빈 책봉례가 정식으로 행해졌다.

## 생애 후기
건륭 24년(1759년) 11월 21일 건륭제는 그녀를 경비로 진봉하고, 12월 18일에 경비 책봉례를 치렀다. 책봉례가 열리기 전인 11월 21일, 건륭제는 경빈, 영빈, 다귀인에게 산호조주 한 접시씩 하사했고, 경빈에게는 추가로 금박쌍동주추를 하사했다.
건륭 25년(1760년) 경비는 궁내에 일감을 맡기고 대소하청차사 유진옥에게 은 41냥을 전달하여 두목 손씨에게 하청을 주게 하였는데, 유진옥은 은 26냥을 착복하였다. 건륭 26년(1761년) 하청 조각 재료 총 774점을 보내 하청을 만들었는데, 12월 14일 본궁 소태감 수아가 유진옥에게 "어머니가 일을 재촉한다"고 말했다고 함. 유진옥은 우상으로일감이 있는 집에 불이나서 가게에서 60쌍의 봉투를 사서 들여오겠다고 거짓말을 했고, 같은달 16일 아침에는 수자가 들여온 봉투를 좁게 만들어 유진옥을 불러들였다.
건륭 33년(1768년) 5월 21일, 경비가 학칙을 내려 여자 한사람에게는 평상시에 봉한다. 가경제의 어릴적 종두 기록에 따르면 건륭 30년 (1765년) 전에 경비 육씨는 가경제의 양어머니였다. 건륭 33년 10월 6일 경비가 정식으로 경귀비로 책봉되었다.
건륭제는 3년동안 병을 앓은 경귀비를 위해 양의를 찾아다녔지만, 효과가 없자 그녀를 𣈱春園 서쪽에 있는 서화원에 머물게 했다. 건륭제는 피서산장에 도착한 후에도 여전히 그녀의 몸이 매우 마음에 걸려 매번 그녀의 근황을 물었다. 경귀비가 위독하다는 소식을 듣고 즉시 사람을 보냈다. 건륭제 39년(1774년) 7월 15일 경귀비는 병으로 서화원에서 51세의 나이로 세상을 떠났다.
경귀비가 병으로 사망한 날로부터 닷새 만에 금관이 길안소에서 정안장으로 옮겨지자 효를 입은 황자, 공주, 복진 등이 정안장으로 가서 거상하였고, 15황자는 신무문 안 동쪽 북소화원에서 효를 입혔다. 건륭제 40년(1775년) 10월 26일, 금관은 유릉비원침에 묻혔다.
가경 4년(1799년) 정월 4일, 태상황 건륭제가 그녀를 길러준 은혜와 배려를 기려 육씨를 경공황귀비로 추서하였다. 중국 제1역사기록보관소의 디지털화 시스템은 가경연간 《경귀비에게 경공황귀비유지명세》의 원문을 잘못 봉했다, 기년에는 건륭 39년(1774년)으로 기록되었는데, 원래는 경귀비를 가경 4년(1799년)에 경공황귀비로 추서하였다.

## 가족
경비의 부친이 분수에 만족하지 못하여, 건륭 22년(1757년) 10월, 경비의 부모, 형제, 조카 총 15명, 친정 15명과 하인 남부 23명이 상경하여 이빈의 아버지 백사채의 예를 따라 기적에 이름을 올렸다. 내무부는 육사륭의 네 아들에게 1인당 3냥의 양식을 입히고, 탁주지 칠경팔십오묘의 연강 임대료를 받을 수 있으며, 정양문 박 서하에서 임대로를 열칸식 받으면 매월 12냥의 임대료를 받을 수 있으며, 숭문문 안 쑤저우 골목의 관방 75칸 중 43칸을 뽑아 그 가족의 주거를 제공했다. 소주는 건륭제의 경비 육씨 친정에 간한 일을 밀주하면서, 「육마마의숙」은 겁이 많고 무능하여 호사가들이 교사하거나 일을 일으키게 할 우려가 있다. 즉 사람을 보내 그를 상속하게하고, 이 현에 있는 경화수관을 밀주하여 그를 구속하고, 늘 익어가는 양도 양중영에게 주의하라고 하였다.
|          | 이름(성씨) | 배우자 | 비고 |
| -------- | ---------- | ------ | --- |
| 부       | 육사륭     |        | 육사룡, 육세룡, 한산 등으로 불린다. 건륭 22년 9월, 육사룡은 현 승려를 헌납하고 부후보로가려고 했다. 안녕은 「현 승려를 기부하는 것은 지방에서 일을 일으키지 않은 것과 비교할 수 있을 것같다.」 라고 생각하고, 마침내 부로 가게 했다. 건륭제는 이를 들은 후 안녕을 책망하였다. 「각찰이 잘못되어 이 사람에게 관직을 대신 기부하게 되었다.」 |
| 남동생   | 육유등     |        | 건륭제 22년 각자에게 복갑상냥의 곡식 미석, 육기보, 복갑인을 주었다. |
| 남동생   | 육정영     |        | 건륭제 22년 각자에게 복갑상냥의 곡식 미석, 육기보, 복갑인을 주었다. |
| 남동생   | 육조원     |        | 건륭제 22년 각자에게 복갑상냥의 곡식 미석, 육기보, 복갑인을 주었다. |
| 남동생   | 육조보     |        | 건륭제 22년 각자에게 복갑상냥의 곡식 미석, 육기보, 복갑인을 주었다. |
| 여동생   | 육씨       |        | 건륭 22년에 세명의 여동생이 수도에 들어왔다. |
| 조카     | 육숭령     |        | 백당아, 육송령, 가경연간에 기도위에게 상을 받았다 |
| 조카손자 | 육상복     |        | 한산 |

## 경공황귀비가 나온 영상매체
| 년도 | 제목         | 배우   | 극 중 이름 | 극 중 호칭 | 비고                                                 |
| ---- | ------------ | ------ | ---------- | ---------- | ---------------------------------------------------- |
| 1988 | 만청십상황조 | 구애령 | 육봉의     | 경비       |                                                      |
| 2018 | 연희공략     | 이약녕 | 육만만     | 경비       | 부찰황후의 선택에 의해 입궁, 입궁 당시 경상재로 책봉 |
| 2018 | 여의전       | 우양   | 육목평     | 경빈       |                                                      |

## 같이 보기
- 입팔분공